# Claude Le Jeune
Claude Le Jeune; także Claudin, Lejeune (ur. ok. 1528/1530 w Valenciennes, pochowany 26 września 1600 w Paryżu) – francuski kompozytor.

## Życiorys
Prawdopodobnie kształcił się w Valenciennes. Po raz pierwszy wzmiankowany w 1552 roku jako autor czterech chansons. Od 1564 roku mieszkał w Paryżu. Był związany z kręgiem hugenotów, był ich czołowym kompozytorem obok Claude’a Goudimela. Związany z założoną w 1570 roku przez Jeana-Antoine’a de Baïfa i Joachima Thibault de Courville’a Académie de Poésie et de Musique. Działał jako maistre des enfans de musicque na dworze brata króla, Franciszka. W 1588 roku na fali nastrojów antyprotestanckich musiał opuścić Paryż, jego dzieła uniknęły wówczas zniszczenia dzięki interwencji jego katolickiego przyjaciela, Jacques’a Mauduit. Po pobycie w La Rochelle wrócił do stolicy w 1596 roku, obejmując posadę nadwornego kompozytora króla Henryka IV.

## Twórczość
Jako członek Académie de Poésie et de Musique tworzył zgodnie z jej programem w nawiązującym do antyku stylu zwanym musique mesureé a l’antique, podporządkowującym rytm muzyczny metryce poezji. Rozwijał głównie nawiązującą do madrygału formę chansons. Jako kompozytor związany ze środowiskiem hugenotów opracowywał melodie z psałterza Clémenta Marota i Teodora Bezy.

## Wybrane kompozycje
(na podstawie materiałów źródłowych)

### Utwory wokalne

#### Psalmy
- Dix pseaumes de David na 4 głosy, en forme de motets avec un dialogue na 4 głosy (1564)
- Dodécacorde, 12 psalmów na 2–7 głosów (1598)
- Les 150 pseaumes na 4–5 głosów (1601)
- Premier livre, contenant 50 pseaumes de David mis en musique na 3 głosy (1602)
- Pseaumes en vers mesurez, 26 psalmów i Te Deum na 2–8 głosów (1606)
- Second livre contenant 50 pseaumes de David na 3 głosy (1608)
- Troisieme livre des pseaumes de David na 3 głosy (1610)

#### Pozostałe utwory religijne
- Octonaires de la vanité etet inconstance du monde na 3–4 głosy (1606)
- Missa ad placitum na 4–7 głosów (1607)
- Magnificat, 2 psalmy, 3 motety i chansony na 3–7 i 10 głosów  w Second livre des meslanges (1612)

#### Utwory świeckie
- Livre de meslanges, 36 madrygałów, 26 chansons i 6 motetów na 4–8 i 10 głosów (1585)
- Airs mis en musique na 4–5 głosów (1594)
- Le printemps, 33 airs i 6 chansons na 2–8 głosów (1603)
- Airs na 3–8 głosów (1608)
- Second livre des airs na 3–8 głosów (1608)
- 30 chansons, 7 madrygałów i 5 airs na 4–8 głosów w Second livre des meslanges (1612)

### Utwory instrumentalne
- 3 fantazje w Second livre des meslanges (1612)
- Canzonetta na lutnię (1592)
- 7 utworów na lutnię (1601)